# Тоса (порода собаки)

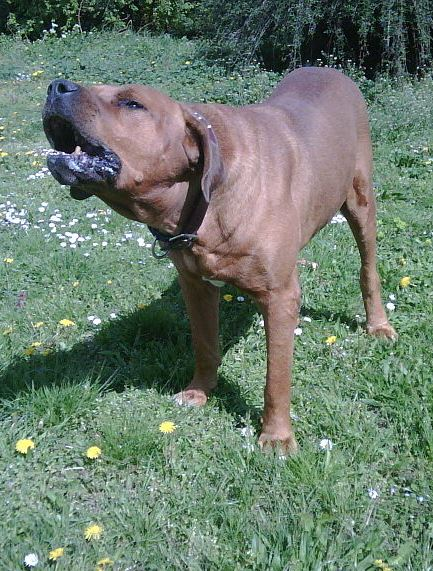
Тоса

Тоса (англ. Tosa), Також відома як Тоса-іну, Тоса-кен або Тоса-токен — єдина порода молосів з Японії. Була виведена наприкінці XIX століття в районі Тоса для собачих боїв. Згідно класифікації Міжнародної Кінологічної Федерації належить до 2 групи МКФ.

## Опис
Порода була виведена в Японії спеціально для проведення собачих боїв. Тоса був отриманий в результаті схрещування місцевих собак з мастифами, бульдогами, бультер'єрами, догами, сенбернарами і пойнтерами. Отримана собака билася беззвучно і стійко, не намагалася рвати суперника і не кидалася на нього, але притискала його всім своїм тілом. Собак цієї породи практично не продають за кордон, тоса, які опинилися в Європі, в основному потрапили туди з Кореї, Китаю, Тайваню. При цьому експерти вважають, що поза Японією порода значно поступається за різними показниками собакам — аборигенам.
У Європі перший представник породи був зареєстрований в середині 70-х років минулого століття, до 1982 року в Швеції і ФРН були отримані перші народженні в Європі собаки.
Тоса має тіло з дуже розвиненою мускулатурою, у цих собак вільна шкіра, яка на лобі зібрана в зморшки. За характером собаки даної породи ненав'язливі, спокійні й мовчазні. При цьому тоса вперті і рішучі, це серйозний бійцівський собака, який потребує твердого виховання. До сторонніх ці собаки ставляться з недовірою, по відношенню до інших собак можуть проявляти агресію.

## Стандарт породи
Характеристика породи. Собаки цієї породи терплячі, спокійні й відважні, дуже віддані хазяїну, але чужим не довіряють, агресивні до своїх родичів. Зовнішній вигляд тоса-іну вселяє побоювання, і при необхідності собака здатна бути надійним, безкомпромісним захисником. При дресеруванні потрібно проявляти твердість.
Зміст і догляд. Собаки цієї породи потребують простору і досить серйозного фізичного навантаження. Їх шерсть слід вичісувати щіткою 1 раз на тиждень.
Використання. Сторожовий собака, собака-компаньйон.
Голова. Велика. Череп широкий. Перехід від чола до морди досить чітко виражений. Морда квадратної форми. Спинка носа пряма. Щелепи міцні. Мочка носа велика.
Очі. Відносно невеликі. Темно-карого кольору.
Вуха. Порівняно невеликі, тонкі, високо поставлені. Висячі, прилягають до голови.
Корпус. Потужний. Шия мускулиста, з підвісом. Груди глибокі, широка. Холка піднята над лінією верху. Спина пряма. Поперек широка, мускулиста. Круп трохи опуклий. Живіт підтягнутий.
Кінцівки. Прямі, з міцним кістяком. Лапи компактні. Кігті тверді, темні.
Хвіст. Товстий біля тулуба, звужується до кінця. Високо посаджений. Собака несе його низько, до скакальних суглобів.
Волосяний покрив. Шерсть коротка, груба, щільна.
Окрас. Переважний чисто-рудий. Допустимі: оленячий всіх відтінків і наявність білих і світліших рудих відмітин. Зустрічається тигровий.
Висота в холці. Пси: не менше 60,5 см. Суки: не менше 54,5 см.
Вага. Більше 40 кг.

## Цікаві факти
- У відеогрі Shadow Warrior присутня зброя названа, на честь тоса — револьвер Tosainu Type 13.